# Lasiopogon arenicola
Lasiopogon arenicola là một loài ruồi trong họ Asilidae. Lasiopogon arenicola được Osten-Sacken miêu tả năm 1877. Loài này phân bố ở vùng Tân Bắc giới.